# Jean-François de La Roque de Mons
Jean-François de La Roque de Mons est un homme politique français né le 27 février 1732 à Bergerac (Dordogne) et décédé le 25 janvier 1808 à Périgueux (Dordogne).
Propriétaire, il est député de la noblesse aux États généraux de 1789 pour la sénéchaussée de Périgord. Il est ensuite président de l'administration municipale de Mons.

## Sources
- « Jean-François de La Roque de Mons », dans Adolphe Robert et Gaston Cougny, Dictionnaire des parlementaires français, Edgar Bourloton, 1889-1891 [détail de l’édition]